# Kuchenmeister
Kuchenmeister GmbH er en tysk bagerikoncern med hovedkvarter Soest, Nordrhein-Westfalen. De fremstiller kager andet bagværk. Kuchenmeister er ejet af familien Trockels i 4. generation.
Virksomheden blev etableret i 1884, som et klassisk bageri, af Julius Trockels i Soest.